# Remedy (Basement Jaxx-album)
Az 1999-es Remedy a Basement Jaxx debütáló nagylemeze. A Red Alert volt a Basement Jaxx első kislemeze, amely 1. lett az U.S. Hot Dance Music/Club Play listán. Ezt a sorban a Rendez-Vu és a Bingo Bango követték. Az album szerepel az 1001 lemez, amit hallanod kell, mielőtt meghalsz című könyvben.

## Az album dalai
|     | Cím             | Szerző(k)                     | Hossz |
| --- | --------------- | ----------------------------- | ----- |
| 1.  | Rendez-Vu       | Felix Buxton, Simon Ratcliffe | 5:45  |
| 2.  | Yo-Yo           | Buxton, Ratcliffe             | 4:29  |
| 3.  | Jump N' Shout   | Buxton, M. James, Ratcliffe   | 4:42  |
| 4.  | U Can't Stop Me | Buxton, Ratcliffe             | 3:40  |
| 5.  | Jaxxalude       |                               | 0:35  |
| 6.  | Red Alert       | Buxton, Ratcliffe             | 4:17  |
| 7.  | Jazzalude       |                               | 0:23  |
| 8.  | Always Be There | Buxton, Ratcliffe             | 6:24  |
| 9.  | Sneakalude      |                               | 0:11  |
| 10. | Same Old Show   |                               | 5:55  |
| 11. | Bingo Bango     | Buxton, Ratcliffe             | 5:58  |
| 12. | Gemilude        |                               | 0:47  |
| 13. | Stop 4 Love     | Buxton, Ratcliffe             | 4:53  |
| 14. | Don't Give Up   | Buxton, Ratcliffe             | 5:15  |
| 15. | Being with U    | Buxton, Ratcliffe             | 3:49  |

## Közreműködők
- Felix Buxton – ének, producer
- Simon Ratcliffe – különböző hangszerek, producer

## Fordítás
Ez a szócikk részben vagy egészben a Remedy (Basement Jaxx album) című angol Wikipédia-szócikk ezen változatának fordításán alapul.  Az eredeti cikk szerkesztőit annak laptörténete sorolja fel. Ez a jelzés csupán a megfogalmazás eredetét és a szerzői jogokat jelzi, nem szolgál a cikkben szereplő információk forrásmegjelöléseként.